# Ternstroemia brachypoda
Ternstroemia brachypoda är en tvåhjärtbladig växtart som först beskrevs av Heinrich Wawra, och fick sitt nu gällande namn av Clarence Emmeren Kobuski. Ternstroemia brachypoda ingår i släktet Ternstroemia och familjen Pentaphylacaceae. Inga underarter finns listade i Catalogue of Life.